# Francesco Gonzaga (marchese 1577)
Francesco Gonzaga (Castiglione delle Stiviere, 27 aprile 1577 – Maderno, 23 ottobre 1616) è stato un nobile italiano, terzo marchese di Castiglione.

## Biografia

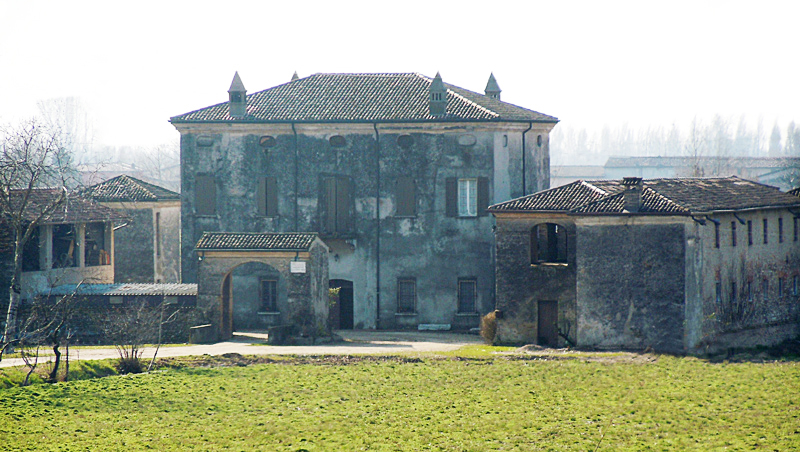
Gozzolina di Castiglione delle Stiviere, Casino Pernestano, fatto costruire per la moglie Bibiana von Pernstein, da cui il nome.

Figlio di Ferrante e di Marta Tana di Santena, divenne terzo marchese di Castiglione nel 1593 a soli 16 anni a seguito della mancanza di figli maschi del fratello Rodolfo.
Il suo governo si presentò subito difficile a causa di una disputa con il duca di Mantova Vincenzo I sul possesso di Castel Goffredo che occupò molti anni della sua vita.  In conseguenza del suo malgoverno Francesco fu costretto a sedare diverse congiure contro di lui ordite dai castiglionesi negli anni 1594, 1595 e 1596. Nel 1597 andò a Praga a intercedere presso l'imperatore e qui nel 1598 sposò Bibiana von Pernstein, figlia di Vratislao cancelliere di Boemia e di Maria Manrique, dalla quale ebbe otto figli. Nel 1598 ottenne la sospirata investitura di Castel Goffredo senza condizioni ma Vincenzo si oppose e il decreto sospeso fino al 1602, anno in cui si stabilì che Castel Goffredo restava al duca Vincenzo e questi cedeva a Francesco Solferino e Medole. Nello stesso anno Lorenzo da Brindisi venne incaricato dall'imperatore Rodolfo II di farsi ambasciatore presso il duca di Mantova Vincenzo affinché restituisse il feudo al marchese di Castiglione. La mediazione fallì.

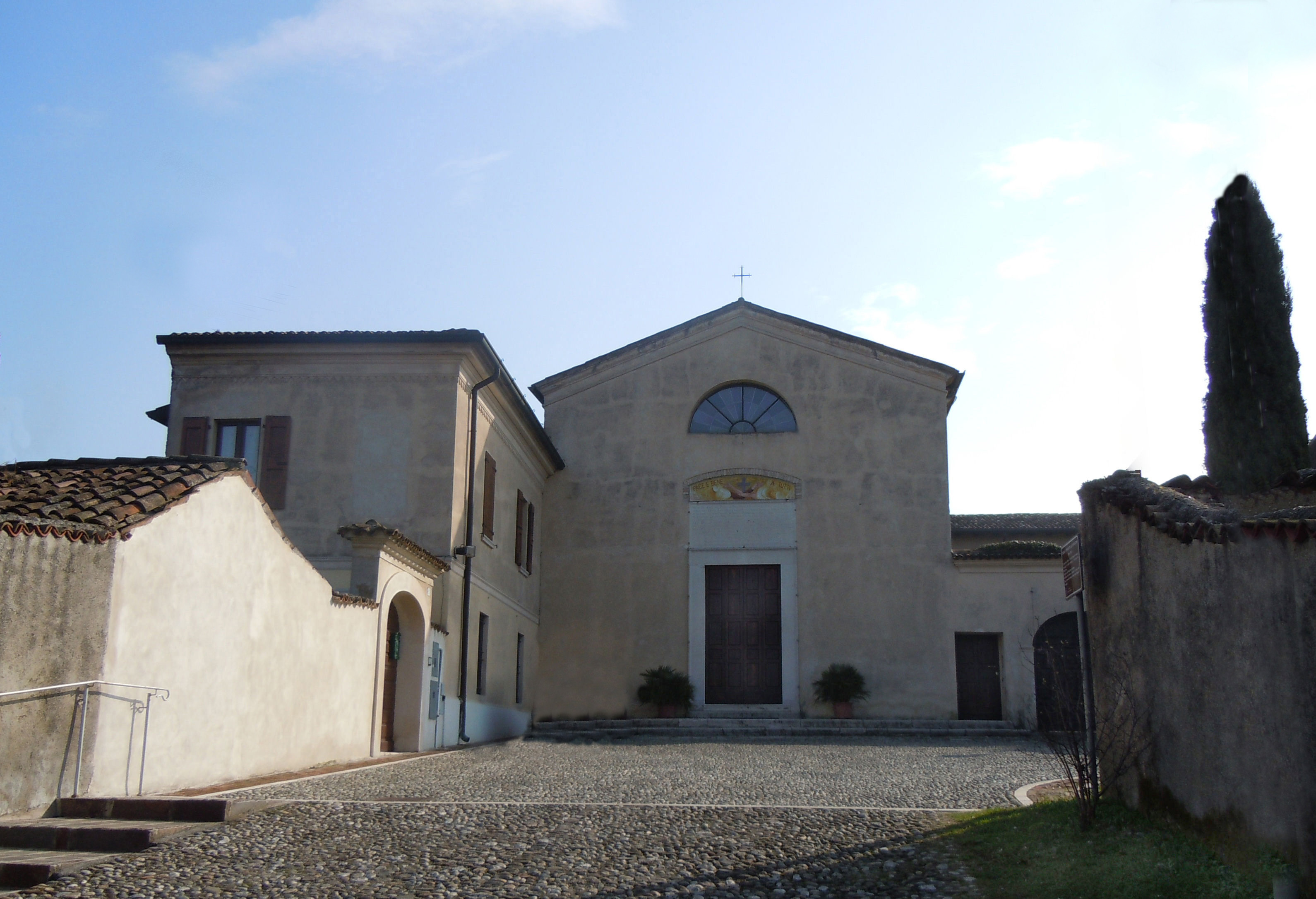
Castiglione delle Stiviere, chiesa del Convento dei Cappuccini

I dissidi si appianarono e nel 1603 iniziò la sua carriera diplomatica a Praga che si concluse solo alla sua morte. Nel 1604 fu nominato ambasciatore dell'imperatore a Roma. Nel 1609 costruì a Castiglione un convento per i padri Cappuccini, ai quali divenne devoto. È del periodo anche l'erezione della statua e fontana per onorare il ricordo di Domenica Calubini, una giovane che pur di non subire violenza accettò la morte e del Casino Pernestano, residenza estiva dei marchesi.
Per i servizi resi all'imperatore, nel 1610 ricevette il titolo di principe di Castiglione e, durante un viaggio in Spagna, il re Filippo III lo insignì dell'Ordine del Toson d'oro e di Grande di Spagna.
Morì a Maderno nel palazzo Gonzaga il 23 ottobre 1616 e fu tumulato accanto alla moglie nella chiesa dei Cappuccini a Castiglione. Lasciò il feudo in eredità al figlio Luigi.

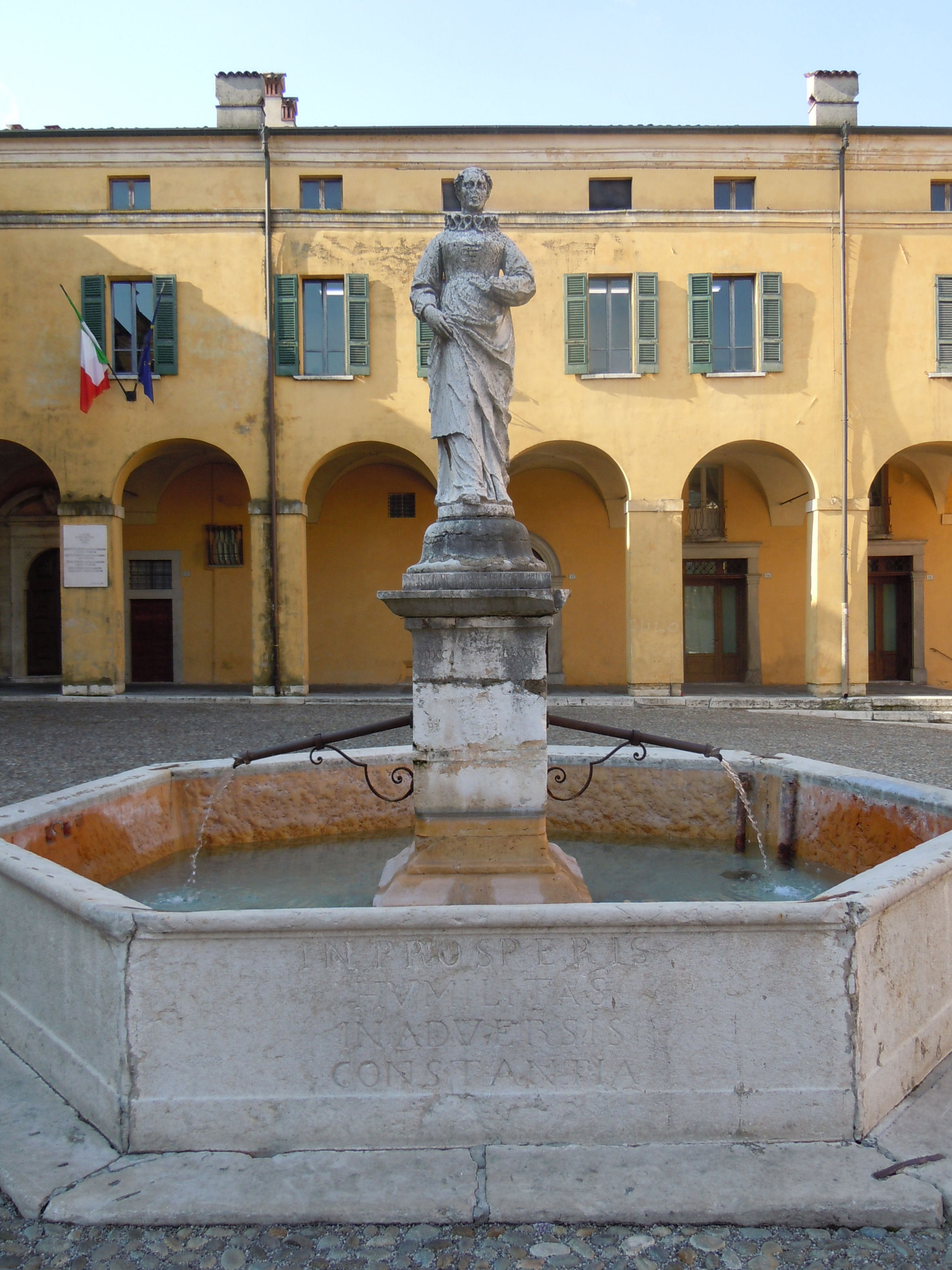
Castiglione delle Stiviere, fontana e statua a Domenica Calubini

.

## Discendenza
Francesco e Bibiana ebbero otto figli:
- Maria Marta Polissena (8 febbraio 1602 – 16 giugno 1613);
- Ginevra Luigia (29 settembre 1603 – ?), monaca a Milano in San Paolo col nome di Angelica Bibiana Maria;
- Polissena (2 gennaio 1606 – ?), monaca a Milano in San Paolo col nome di Angelica Luigia Marianna;
- Luigi (13 febbraio 1608 – 11 gennaio 1609);
- Marta (8 gennaio 1610 – ?), monaca col nome di Maria Luigia in Santa Marta;
- Luigi (1611 – 1636), erede del feudo;
- Giovanna (1612 – 1688), inizialmente accolta dalle Vergini di Gesù a Castiglione andò sposa a Giorgio Adamo Martinitz e quindi a Diego de Zapata;
- Ferdinando I (1614 – 1675).

## Ascendenza
|                     |             |                         | Genitori                    |  |  | Nonni |  |  | Bisnonni        |  |  | Trisnonni            |  |
|                     |             |                         |                             |  |  |       |  |  | Rodolfo Gonzaga |  |  | Ludovico III Gonzaga |  |
|                     |             |                         |                             |  |  |       |  |  | Rodolfo Gonzaga |  |  | Ludovico III Gonzaga |  |
|                     |             | Barbara di Brandeburgo  |                             |  |  |       |  |  | Rodolfo Gonzaga |  |  |                      |  |
| Aloisio Gonzaga     |             |                         |                             |  |  |       |  |  | Rodolfo Gonzaga |  |  |                      |  |
|                     |             | Caterina Pico           | Gianfrancesco I Pico        |  |  |       |  |  |                 |  |  |                      |  |
|                     |             | Caterina Pico           | Gianfrancesco I Pico        |  |  |       |  |  |                 |  |  |                      |  |
|                     |             | Caterina Pico           | Giulia Boiardo              |  |  |       |  |  |                 |  |  |                      |  |
| Ferrante Gonzaga    |             | Caterina Pico           |                             |  |  |       |  |  |                 |  |  |                      |  |
|                     |             | Gian Giacomo Anguissola | Giovanni Carlo Anguissola   |  |  |       |  |  |                 |  |  |                      |  |
|                     |             | Gian Giacomo Anguissola | Giovanni Carlo Anguissola   |  |  |       |  |  |                 |  |  |                      |  |
|                     |             | Gian Giacomo Anguissola | Caterina Torelli dì'Aragona |  |  |       |  |  |                 |  |  |                      |  |
| Caterina Anguissola |             | Gian Giacomo Anguissola |                             |  |  |       |  |  |                 |  |  |                      |  |
|                     |             | Angela Radini Tedeschi  | Daniele Radini Tedeschi     |  |  |       |  |  |                 |  |  |                      |  |
|                     |             | Angela Radini Tedeschi  | Daniele Radini Tedeschi     |  |  |       |  |  |                 |  |  |                      |  |
|                     |             | Angela Radini Tedeschi  | ...                         |  |  |       |  |  |                 |  |  |                      |  |
| Francesco Gonzaga   |             | Angela Radini Tedeschi  |                             |  |  |       |  |  |                 |  |  |                      |  |
|                     | Ercole Tana | Baldassarre Tana        |                             |  |  |       |  |  |                 |  |  |                      |  |
|                     | Ercole Tana | Baldassarre Tana        |                             |  |  |       |  |  |                 |  |  |                      |  |
|                     | Ercole Tana | ...                     |                             |  |  |       |  |  |                 |  |  |                      |  |
| Baldassarre Tana    | Ercole Tana |                         |                             |  |  |       |  |  |                 |  |  |                      |  |
|                     |             | Elena Benso di Mondonio | Bartolomeo Benso            |  |  |       |  |  |                 |  |  |                      |  |
|                     |             | Elena Benso di Mondonio | Bartolomeo Benso            |  |  |       |  |  |                 |  |  |                      |  |
|                     |             | Elena Benso di Mondonio | Tommasina Vignati           |  |  |       |  |  |                 |  |  |                      |  |
| Marta Tana          |             | Elena Benso di Mondonio |                             |  |  |       |  |  |                 |  |  |                      |  |
|                     |             | Girolamo della Rovere   | Stefano della Rovere        |  |  |       |  |  |                 |  |  |                      |  |
|                     |             | Girolamo della Rovere   | Stefano della Rovere        |  |  |       |  |  |                 |  |  |                      |  |
|                     |             | Girolamo della Rovere   | Luchesia della Rovere       |  |  |       |  |  |                 |  |  |                      |  |
| Anna della Rovere   |             | Girolamo della Rovere   |                             |  |  |       |  |  |                 |  |  |                      |  |
|                     |             | Maria Grimaldi          | Giovanni II di Monaco       |  |  |       |  |  |                 |  |  |                      |  |
|                     |             | Maria Grimaldi          | Giovanni II di Monaco       |  |  |       |  |  |                 |  |  |                      |  |
|                     |             | Maria Grimaldi          | Libera Portoneri            |  |  |       |  |  |                 |  |  |                      |  |
|                     |             | Maria Grimaldi          |                             |  |  |       |  |  |                 |  |  |                      |  |

## Genealogia
|            |            |                                             |                                             |                 |                           |                           |                     |                     |                     |       |       |        |                     |                          |                          |                     |                     |                                   |                                   |                       |                       |
|            |            |                                             |                                             |                 |                           |                           |                     |                     | Rodolfo (1452-1495) |       |       |        |                     |                          |                          |                     |                     |                                   |                                   |                       |                       |
|            |            |                                             |                                             |                 |                           |                           |                     |                     |                     |       |       |        |                     |                          |                          |                     |                     |                                   |                                   |                       |                       |
|            |            |                                             |                                             |                 |                           |                           |                     |                     |                     |       |       |        |                     |                          |                          |                     |                     |                                   |                                   |                       |                       |
|            |            |                                             |                                             |                 | Gianfrancesco (1488-1525) | Gianfrancesco (1488-1525) |                     |                     |                     |       |       |        | Aloisio (1494-1549) | Aloisio (1494-1549)      |                          |                     |                     |                                   |                                   |                       |                       |
|            |            |                                             |                                             |                 |                           |                           |                     |                     |                     |       |       |        |                     |                          |                          |                     |                     |                                   |                                   |                       |                       |
|            |            |                                             |                                             |                 |                           |                           |                     |                     |                     |       |       |        |                     |                          |                          |                     |                     |                                   |                                   |                       |                       |
|            |            |                                             |                                             |                 | Ramo di Luzzara ·         | Ramo di Luzzara ·         | Alfonso (1541-1592) | Alfonso (1541-1592) |                     |       |       |        |                     |                          |                          | Orazio (1545-1587)  | Orazio (1545-1587)  |                                   | Ferrante (1544-1586)              | Ferrante (1544-1586)  |                       |
|            |            |                                             |                                             |                 |                           |                           |                     |                     |                     |       |       |        |                     |                          |                          |                     |                     |                                   |                                   |                       |                       |
|            |            |                                             |                                             |                 |                           |                           |                     |                     |                     |       |       |        |                     |                          |                          |                     |                     |                                   |                                   |                       |                       |
| Ferdinando | Ferdinando | Caterina 1 sp. Carlo Trivulzio (1574-1615?) | Caterina 1 sp. Carlo Trivulzio (1574-1615?) | Giulia (1576-?) | Giulia (1576-?)           | Ginevra (1578-?)          | Ginevra (1578-?)    | Giovanna            | Giovanna            | Maria | Maria | Luigia | Luigia              | Luigi (naturale, 1550-?) | Luigi (naturale, 1550-?) | Ramo di Solferino · | Ramo di Solferino · | Rodolfo (1569-1593)               | Rodolfo (1569-1593)               | Francesco (1577-1616) | Francesco (1577-1616) |
|            |            |                                             |                                             |                 |                           |                           |                     |                     |                     |       |       |        |                     |                          |                          |                     |                     |                                   |                                   |                       |                       |
|            |            |                                             |                                             |                 |                           |                           |                     |                     |                     |       |       |        |                     |                          |                          |                     |                     |                                   |                                   |                       |                       |
|            |            |                                             |                                             |                 |                           |                           |                     |                     |                     |       |       |        |                     |                          |                          |                     |                     | Ramo di Castel Goffredo (estinto) | Ramo di Castel Goffredo (estinto) | Ramo di Castiglione · | Ramo di Castiglione · |